# Силе (Порденоне)
Силе је насеље у Италији у округу Порденоне, региону Фурланија-Јулијска крајина.
Према процени из 2011. у насељу је живело 102 становника. Насеље се налази на надморској висини од 29 м.